# Kozhukkully
Kozhukkully es una ciudad censal situada en el distrito de Thrissur en el estado de Kerala (India). Su población es de 9918 habitantes (2011). Se encuentra a 8 km de Thrissur y a 71 km de Cochín.

## Demografía
Según el censo de 2011 la población de Kozhukkully era de 9918 habitantes, de los cuales 4868 eran hombres y 5050 eran mujeres. Kozhukkully tiene una tasa media de alfabetización del 94,68%, superior a la media estatal del 94%: la alfabetización masculina es del 96,73%, y la alfabetización femenina del 92,71%.